# Herwig Udo Graf
Herwig Udo Graf (* am 4. Februar 1940 in Wiener Neustadt; † 12. Dezember 2023 in Eisenstadt) war ein österreichischer Architekt.

## Werdegang
Herwig Udo Graf studierte von 1958 bis 1964 an der Technischen Hochschule Wien u. a. bei Karl Kupsky, Erich Boltenstern und Karl Schwanzer und war ab 1965 im Burgenland tätig, ab 1970 mit eigenem Architekturbüro in Mattersburg, das sich in den 1970er Jahren zu einem der meistbeschäftigten Büros des Burgenlandes entwickelte. Neben Matthias Szauer gilt Graf, der mit seinen schalreinen Sichtbetonbauten die Region prägte, als Hauptvertreter des „Burgenländischen Brutalismus“. Seine Urne wurde am Neuen Stadtfriedhof in Mattersburg beigesetzt.

## Werke (Auswahl)

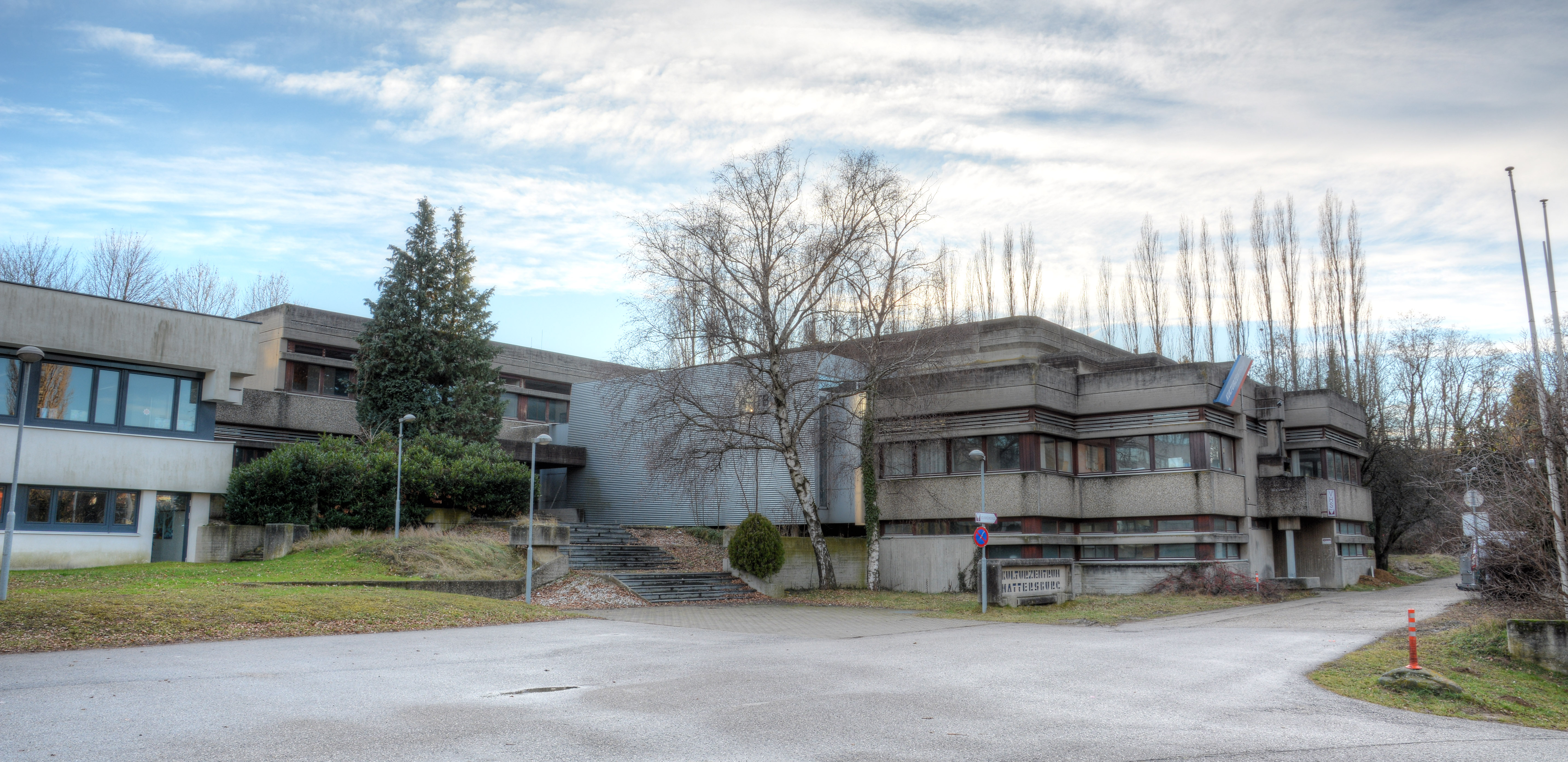
Kulturzentrum Mattersburg

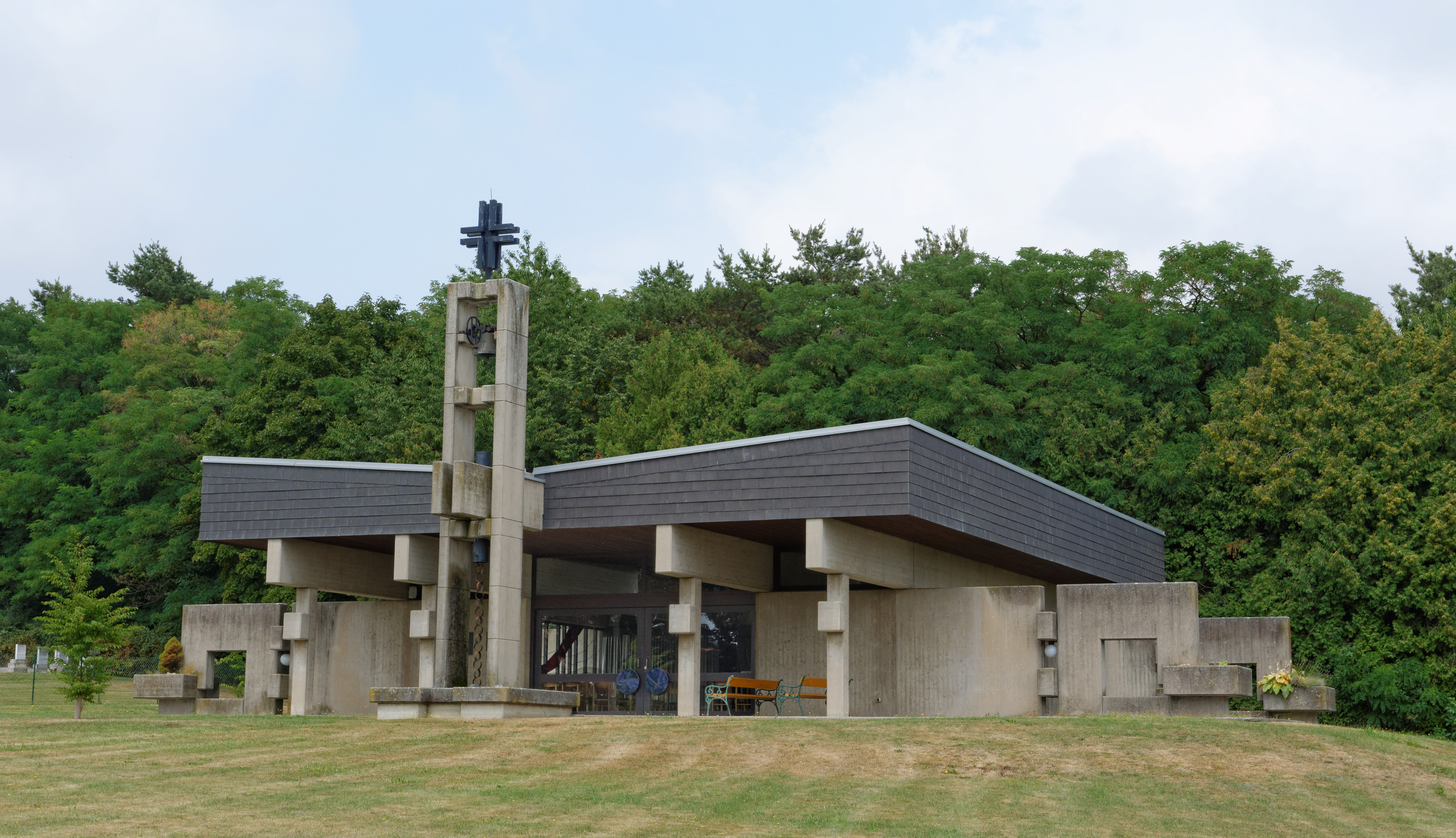
Aufbahrungshalle Kaisersdorf

- 1966 Hauptschule St. Michael (Wettbewerb 1. Preis)
- 1966 Hauptschule Oberwart (Wettbewerb 1. Preis)
- 1966–1969 Freibad Kaisersdorf
- 1967 Hauptschule Frauenkirchen (Wettbewerb 1. Preis)
- 1967 Volksschule Schützen am Gebirge (Wettbewerb, 1. Preis)
- 1968 Hauptschule Rust (Wettbewerb 2. Preis, Realisierung mit Richard Wanha)
- 1968–1969 öffentliche WC Anlage Mattersburg (Wettbewerb 1. Preis)
- 1968–1972 Finanzamt Eisenstadt (Wettbewerb 1. Preis)
- 1968–1970 Yachtclub Rust am Neusiedlersee
- 1968 Wohnhaus Dr. Simon in Mattersburg
- 1969–1973 Volksschule Strem (Wettbewerb 1. Preis)
- 1969–1972 Volksschule Mönchhof (Wettbewerb 1. Preis)
- 1969–1974 Volksschule Pilgersdorf (Wettbewerb 1. Preis)
- 1969–1970 Städtischer Kindergarten Mattersburg (Wettbewerb 1. Preis)
- 1969 Seebad mit Seerestaurant in Breitenbrunn
- 1969–1970 Einrichtung Festsaal und Repräsentationsräume der bgld. Handelskammer
- 1970–1972 Sparkassengebäude der „Sauerbrunner“ in Mattersburg
- 1970–1973 Parkhotel Mikschi in Eisenstadt
- 1972–1976 Hauptschule und Dreifachsporthalle Mattersburg (Wettbewerb 1. Preis)
- 1972 Wohn- und Atelierhaus Gesellmann in Mattersburg
- 1972–1975 Bestattungshalle Kaisersdorf
- 1972–1975 Bestattungshalle Weingraben
- 1972–1975 Bestattungshalle Nickelsdorf
- 1973–1976 Kulturzentrum Mattersburg (Wettbewerb 1. Preis)
- 1974 Conditorei Haidenwolf in Mattersburg (Einrichtung)
- 1974 Gasthaus Morawitz „Florianhof“ in Mattersburg (Umbau und Einrichtung)
- 1974–1976 Evangelische Pfarrkirche Gols (Revitalisierung und Freiraumgestaltung)
- 1977–1982 Kulturzentrum Oberschützen (Wettbewerb 1. Preis)
- 1991 Landtagssitzungssaal der burgenländischen Landesregierung in Eisenstadt